# Robertson Bridge

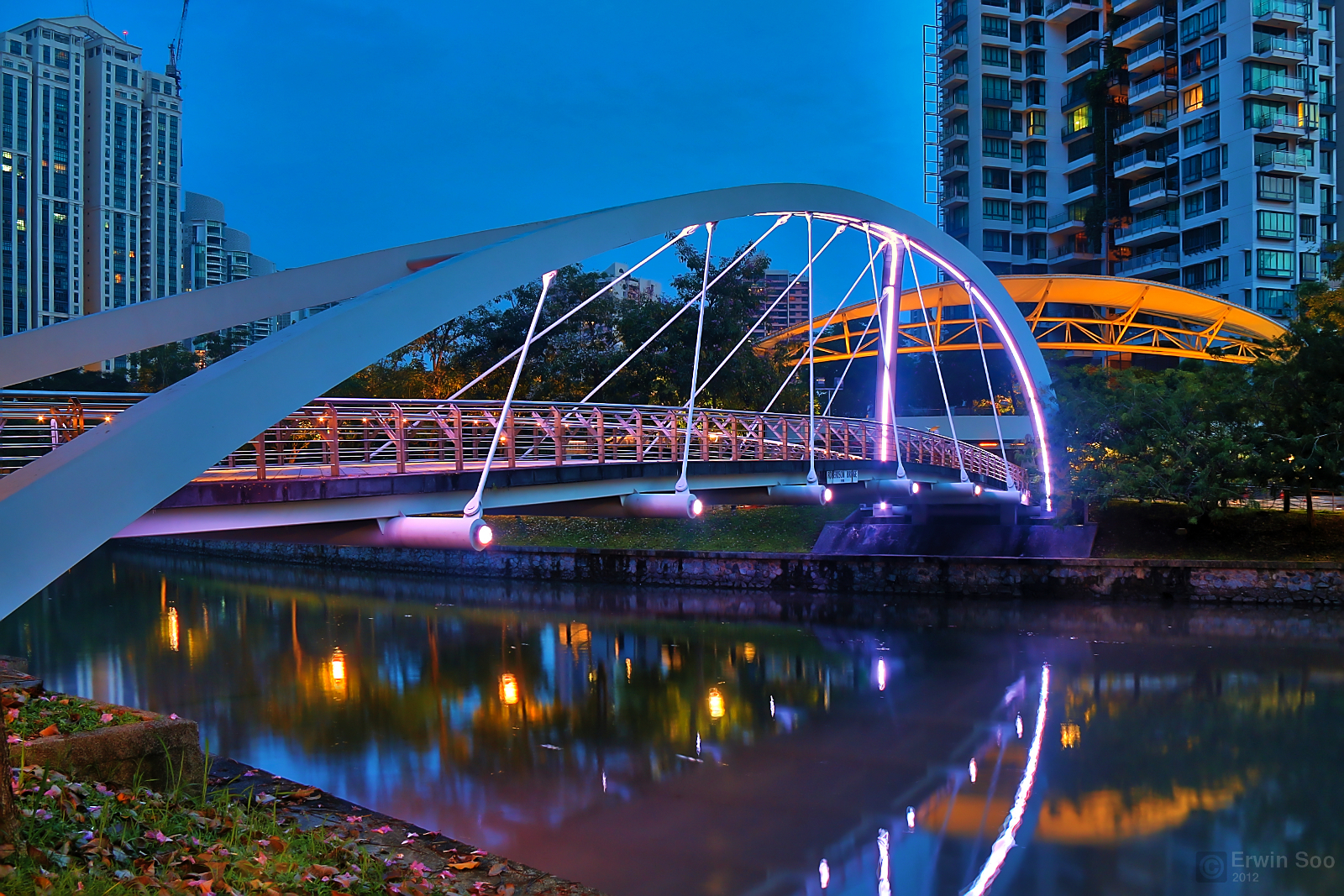
Robertson Bridge

Die Robertson Bridge ist eine stählerne Bogenbrücke für Fußgänger über den Singapore River in Singapur. Sie liegt im Planungsgebiet Singapore River und verbindet Havelock Road mit Robertson Quay. Sie wurde 1998/2000 erbaut. Der Namensgeber war J. Murray Robertson, Gemeinderat in Singapur. Die Brücke hat zwei tragende Bögen, die in der Mitte zusammenlaufen.